# 下维尔施尼茨
下维尔施尼茨（德語：Niederwürschnitz）是德国萨克森州的市镇，隶属于厄尔士山县。总面积为6.04平方千米，截至2023年12月31日总人口为2,533人。